# Dichocrocis erixantha
Dichocrocis erixantha là một loài bướm đêm trong họ Crambidae.